# 3718 Dunbar
3718 Dunbar è un asteroide della fascia principale. Scoperto nel 1978, presenta un'orbita caratterizzata da un semiasse maggiore pari a 2,6343886 UA e da un'eccentricità di 0,0530416, inclinata di 3,55914° rispetto all'eclittica.
L'asteroide è dedicato all'astronomo statunitense Roy Scott Dunbar.